# Шевченкове (Вільнозапорізька сільська громада)
Шевче́нкове — село в Україні, у Вільнозапорізькій сільській громаді Баштанського району Миколаївської області. Населення становить 1228 осіб.